# EY Весов
EY Весов (лат. EY Librae) — двойная затменная переменная звезда (E) в созвездии Весов на расстоянии приблизительно 1898 световых лет (около 582 парсеков) от Солнца. Видимая звёздная величина звезды — от +18,5m до +16,8m. Орбитальный период — около 24,916 суток.